# Хармањаса (Јаши)
Хармањаса (рум. Hărmăneasa) насеље је у Румунији у округу Јаши. Oпштина се налази на надморској висини од 275 m.

## Становништво
Према подацима из 2002. године у насељу је живело 772 становника, од којих су сви румунске националности.